# IJskrabber

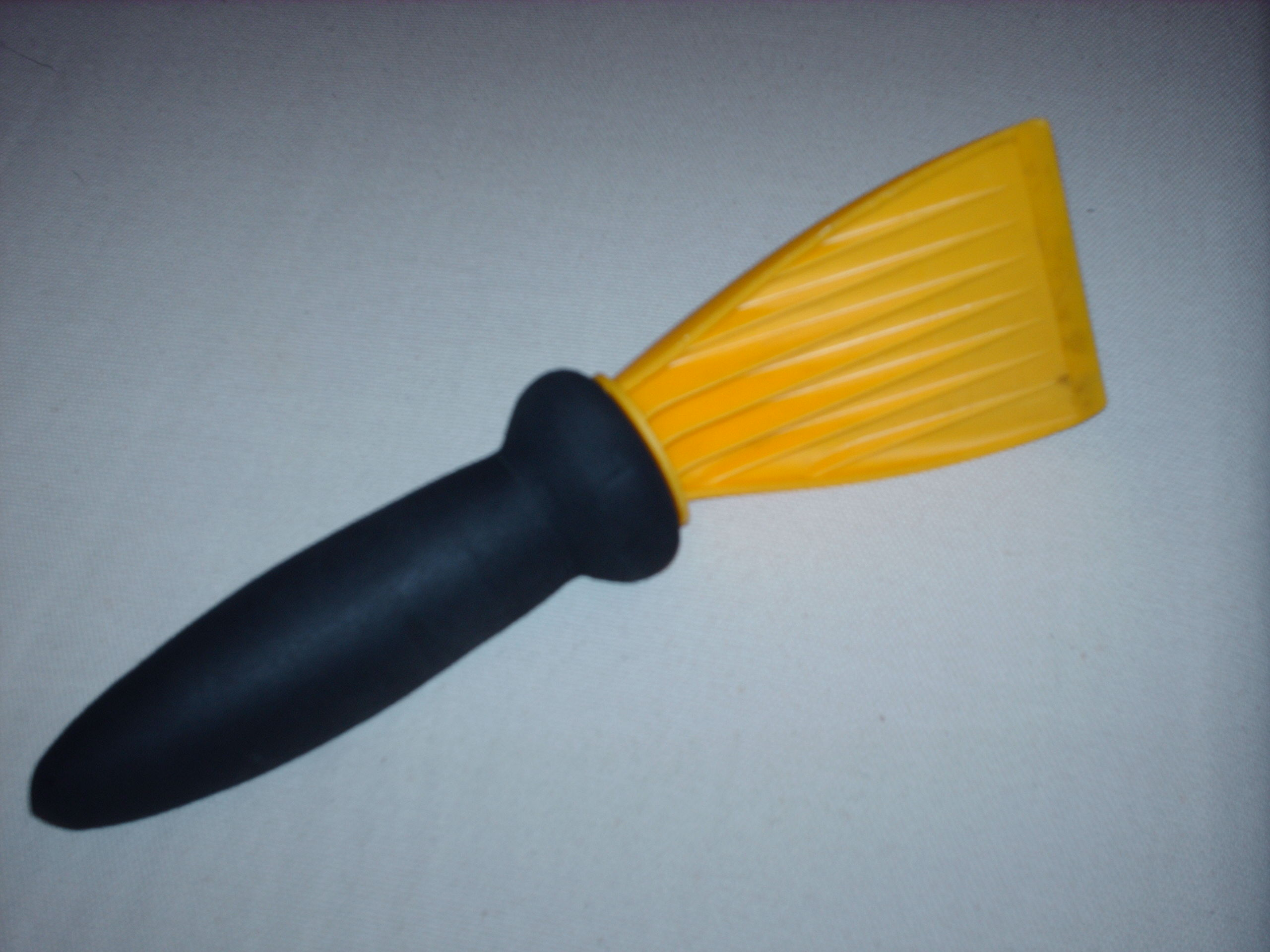
IJskrabber met foam handgreep

Een ijskrabber of ruitenkrabber is een klein handzaam voorwerp dat gebruikt wordt om ijs of rijp van autoruiten te verwijderen.
Meestal is dit voorwerp gemaakt van plastic of plastic met messing.
Met messing zou het ijs beter te verwijderen zijn zonder de voorruit te beschadigen.
IJskrabbers zijn er ook met een geïntegreerde want als extra bescherming voor de handen bij koud weer.